# آذرخش مکری
آذرخش مُکری (زاده ۱۳۴۷ در تهران) (تلفظ می‌شود [ɒzæræxʃ mokri]) روان‌پزشک ایرانی، دانشیار گروه روان‌پزشکی دانشگاه علوم پزشکی تهران و معاون آموزشی مرکز ملی مطالعات اعتیاد است. او مجری طرح چند دارو برای ترک اعتیاد بوده و چهره‌ای شناخته‌شده در درمان اعتیاد است. وی همچنین برندهٔ جایزهٔ ترویج علم چراغ در بخش «دانشگر مروج علم» در سال ۱۴۰۱ شد.

## زندگی
او تحصیلات ابتدایی را در آرلینگتون و تحصیلات متوسطه را در ایران گذراند. در سال ۱۳۷۶ از دورهٔ دکتری تخصصی روان‌پزشکی دانشگاه علوم پزشکی تهران دانش‌آموخته شد. از دستاوردهای او می‌توان به افتتاح بخش تخصصی ترک اعتیاد در بیمارستان روزبه و تربیت دستیاران روان‌پزشکی و دانشجویان روان‌پزشکی اشاره کرد. ویزیت تشخیصی انواع اختلالات روانی از جمله دوقطبی نیز توسط ایشان در بیمارستان روزبه صورت میپذیرد.